# Gweilo
 (septembre 2009).
Si vous disposez d'ouvrages ou d'articles de référence ou si vous connaissez des sites web de qualité traitant du thème abordé ici, merci de compléter l'article en donnant les références utiles à sa vérifiabilité et en les liant à la section « Notes et références ».
Gweilo (ou gwaï-lo) est un terme chinois cantonais correspondant aux deux caractères 鬼佬 pour désigner un étranger d'origine européenne, en particulier dans le contexte de Hong Kong où se trouve une grande communauté d'immigrés occidentaux.
Des deux caractères chinois composant le terme, le premier (鬼) signifie fantôme, évoquant la couleur pâle de la peau et sous-entendant un côté malfaisant ; le second caractère (佬), qui signifie homme, individu, sert en pratique à désigner de façon méprisante un type de personnes (pour former des nuances comme plouc à partir de campagnard, ou larbin à partir de domestique). Le côté négatif peut être accentué par la formule 死鬼佬, sei gweilo, dont les sinogrammes signifient littéralement homme fantôme mort : 死 porte le sens de personne néfaste, comme dans l'expression 死差佬 pour désigner un policier corrompu.
L'appellation « gweilo » était à l'origine un terme injurieux contre les Occidentaux d'abord rencontrés dans un contexte impérialiste et colonial, mais avec le temps il a perdu sa portée négative. Il désigne génériquement toute personne perçue comme blanche. L'expression plus formelle pour signifier un étranger d'origine européenne à Hong Kong est 西人, sai yan, qui veut simplement dire Occidental (littéralement : personne d'Occident).
Dans le jargon du cinéma (notamment le cinéma de série B), le gweilo est un personnage occidental, antipathique, symbolisant souvent l'affairisme et la corruption des Européens du Hong-Kong du XXe siècle.